# Gordos
Gordos és una pel·lícula del 2009 escrita i dirigida per Daniel Sánchez Arévalo. Fou una de les tres candidates a representar Espanya als Oscars de 2009.
Es tracta d'una comèdia dramàtica sobre els excessos i les deficiències de la vida, en definitiva sobre la supervivència. S'estructura en cinc històries que giren al voltant de l'obesitat dins un grup de teràpia on unes persones estan incòmodes amb el seu cos.

## Repartiment
- Antonio de la Torre, Enrique
- Roberto Enríquez, Abel
- Verónica Sánchez, Paula
- Raúl Arévalo, Alex
- Leticia Herrero, Sofía
- Fernando Albizu, Andrés
- Pilar Castro, Pilar
- Adam Jezierski, Luis
- Marta Martín, Nuria
- Teté Delgado, Beatriz
- Roberto Del hoy, capellà
- Seidina Mboup, Cheick
- Miguel Ortiz, Jesús
- José David Pérez, Samuel
- Maxi Rodríguez, policia
- Pepa Aniorte, ginecòloga
- Gonzalo Kindelán, noi musculós
- Javier Merino, home al bingo
- María Morales, Leonor
- Pedro Morales, tutor
- Tamara Moreno, Erika
- Oliver Morellón, noi a la discoteca
- Ramón Rados, home al bar
- Luis Rallo, Germán
- Antolín Romero, executiu
- Silvia Intxaurrondo, presentadora del telediario